# Port lotniczy Tela
Port lotniczy Tela (IATA: TEA, ICAO: MHTE) – krajowy port lotniczy zlokalizowany w honduraskim mieście Tela.